# Benjamin Vandewalle

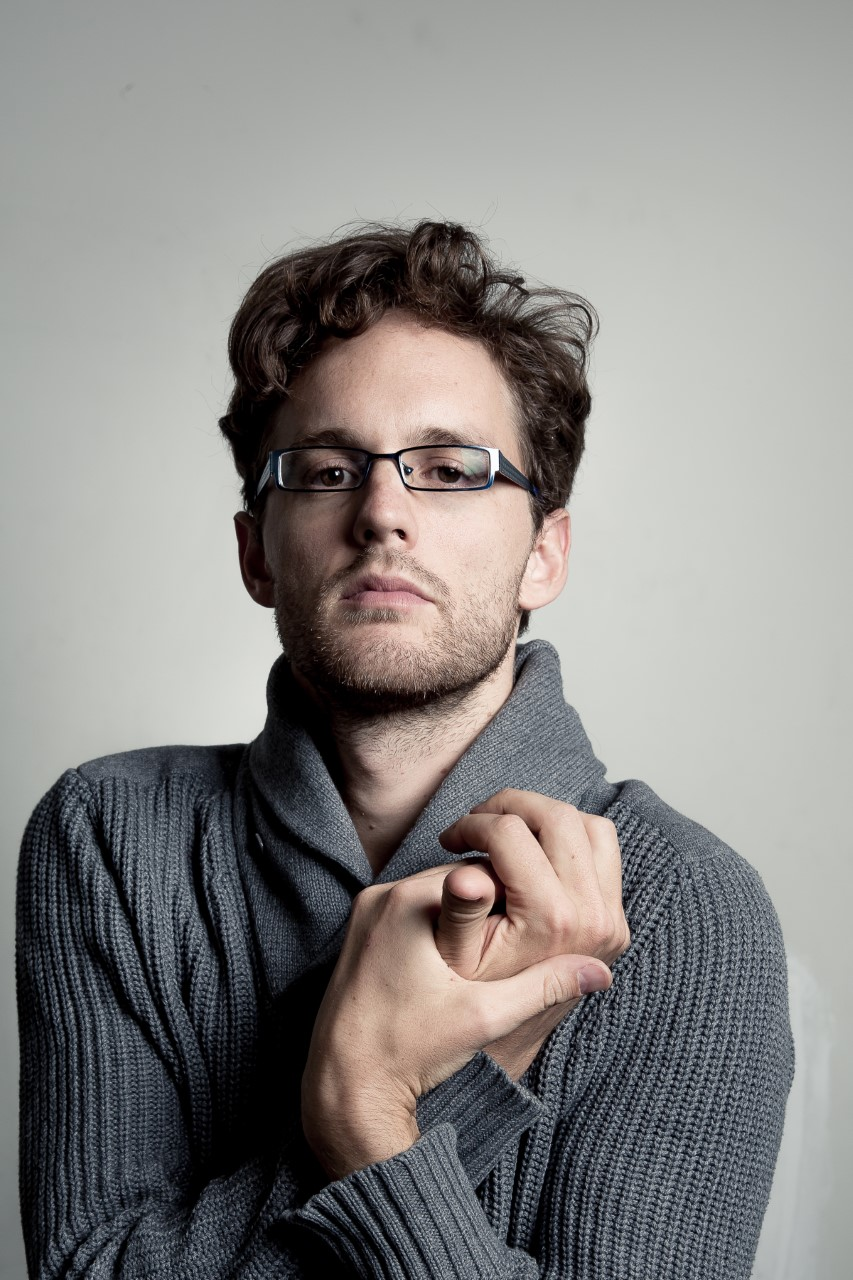

Benjamin Vandewalle (Wilrijk, 1983) is een Vlaamse danser en choreograaf.

## Opleiding
Van zijn achtste tot zijn achttiende levensjaar volgde Benjamin Vandewalle een dansopleiding aan de Koninklijke Balletschool Antwerpen. Nadien sloot hij zich aan bij P.A.R.T.S. waar hij in 2006 afstudeerde. Samen met de Italiaan Vincenzo Carta creëerde hij tijdens zijn opleiding de intstallatie Théatre de La Guillotine en het duet We Go, dat later ook de naam van hun gezamenlijke productiestructuur werd.

## Werk en thema’s
Na jaren de focus op theaterzaal te hebben gelegd werkt hij steeds meer in het stedelijke kader. Meestal gaat het om locatievoorstellingen waaronder de voorstelling Birdwatching (2009) en Walking the line (2017).
Vandewalle’s installaties vinden regelmatig plaats in de openbare ruimte en dienen voor één enkele toeschouwer. Zo ontstaat er een bevreemdende intimiteit met het publiek. Naast het visuele aspect beginnen de auditieve ervaringen ook een steeds grotere rol te spelen.
Vandewalle werkt onder andere professioneel samen met mensen met een beperking, dit bijvoorbeeld in samenwerking met Platform K.
Op educatief vlak is hij actief als danseducator en geeft verschillende workshops. Hij is gastdocent bij KASK, MUDA en Passerelle en werkt daarnaast verschillende projecten uit in Afrika zoals in Mozambique, Zuid-Afrika en Senegal. In Molenbeek maakte hij (un)usual, een documentaire rond het dansen en denken van lagereschoolkinderen, in samenwerking met filosoof Jan Knops (Initia) en MUS-E Belgium.

## Producties[8]
- Skinsidout ( 2006 )
- Benjamin Vandewalle & Vincenzo Carta: WeGo ( 2006 )
- Benjamin Vandewalle & Vincenzo Carta : In-between ( 2007 )
- Benjamin Vandewalle & Vincenzo Carta: We All Go ( 2008 )
- Birdwatching (2009)
- One/Zero (2011)
- Birdwatching 4x4 (2012)
- Inter-View / Entre-Vue (2013)
- Point of View (2013)
- Benjamin Vandewalle & Yoann Durant: Hear (2016),
- Peri-Sphere (2017)
- Walking the Line (2017)
- Benjamin Vandewalle & P.A.R.T.S.: One to One (2017)
- Framing The Circle  (2018)
- Benjamin Vandewalle & Platform-K: Common Ground (2018)
- Studio Cité (2019)
- Een dans voor het eiland (Oerol 2020)
- Benjamin Vandewalle & HYOID: Journal d'un usager de l'espace (2021)
- Derailed (2021)
- Off-track (2021)

## Samenwerking
Een belangrijke samenwerking is onder andere die met de beeldende kunstenaar Erki De Vries. Hiermee heeft hij onder andere de voorstelling Birdwatching (2009) en One/Zero (2011) gemaakt.
Vandewalle neemt ook vaak deel aan groepswerken.
Benjamin Vandewalle is daarnaast artist in residence bij Kaaitheater van 2017 tot 2021.

## Subsidies
Benjamin Vandewalle krijgt projectsubsidies van de Vlaamse Gemeenschap en van de Vlaamse Gemeenschapscommissie. Dit past in het kader van het Kunstendecreet voor 2018.